# التعرض للطبيعة والصحة النفسية

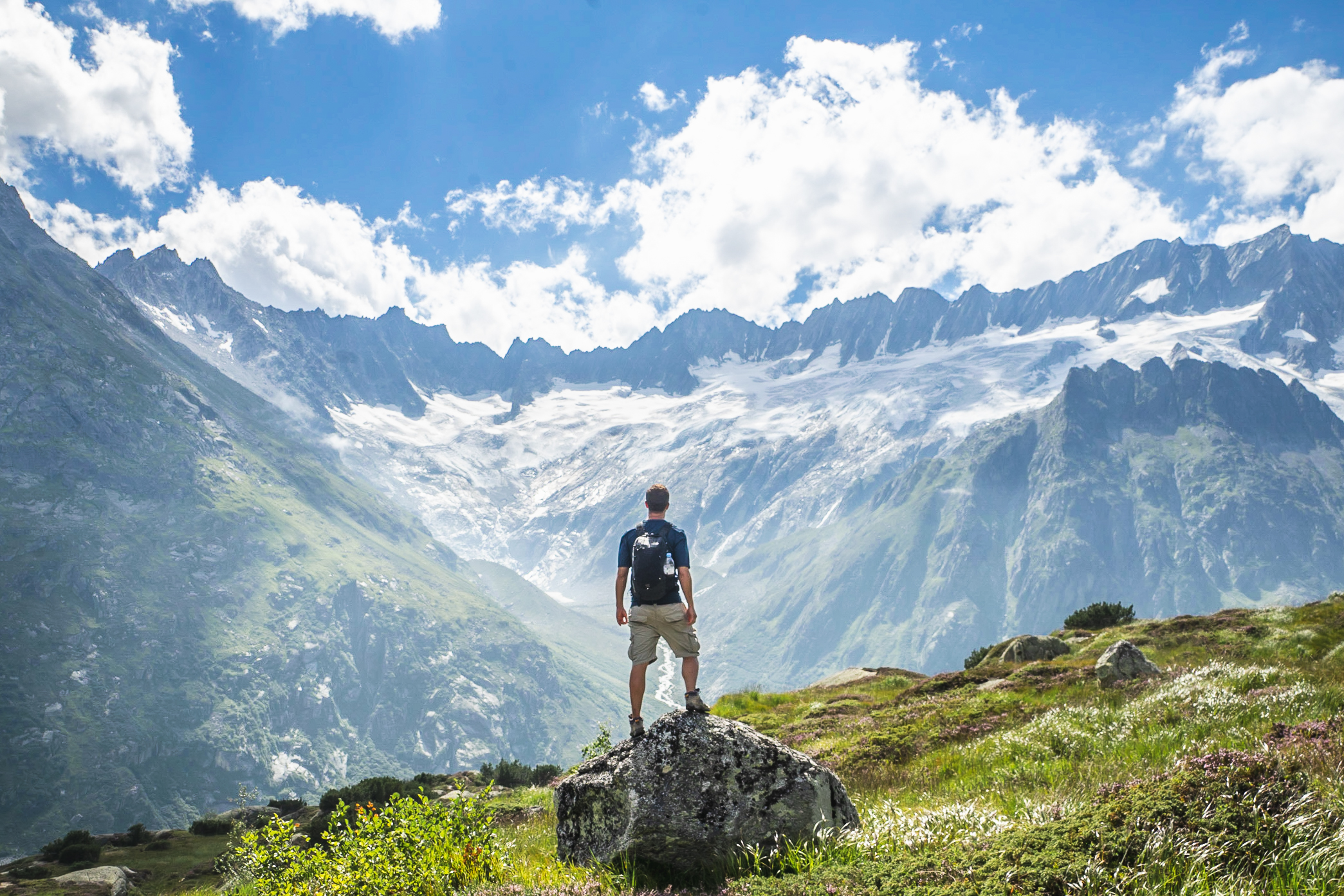
شخص يقف أمام جبال الألب السويسرية

يشير التعرض للطبيعة والصحة النفسية إلى العلاقة بين تفاعل الفرد مع البيئات الطبيعية وتأثيرها على الصحة العقلية للفرد. تعتبر معظم الدراسات أي تفاعل مع الطبيعة بمثابة تعرض، مثل التنزه أو التواجد في غابة أو مكان به ماء (مثل البحيرة أو الشاطئ) أو الذهاب في نزهة في حديقة وما إلى ذلك. يوجد حاليًا بحث مكثف حول تأثير التعرض للطبيعة على الناس، والذي يجد ارتباطًا مفيدًا بطرق مختلفة. تشير الدراسات إلى أن اتصال البشر بالطبيعة قد انخفض مع نمط الحياة المعاصر المتمثل في البقاء في الداخل معظم الوقت ومع زيادة الوقت الذي يقضونه على الشاشات. ومع ذلك، فقد تم اعتبار التفاعل مع الطبيعة معززًا للصحة العامة بفضل الفوائد العديدة التي يجلبها للصحة العقلية والإدراك أيضًا. ونتيجة لذلك، يستخدم المعالجون الطبيعة في علاجاتهم لتحسين الصحة العقلية أو الجسدية. تسمى هذه العلاجات والتقنيات بالعلاج البيئي.

## الصحة العقلية والتأثير العاطفي
تم تعريف الصحة العقلية على أنها حالة من الرفاهية العقلية التي تمكن الناس من التعامل مع ضغوط الحياة، وتحقيق قدراتهم، والتعلم الجيد والعمل بشكل جيد، والمساهمة في مجتمعهم. تُظهر الأبحاث حول التعرض للبيئات الطبيعية أن الطبيعة تعزز صحتنا العقلية بطرق متعددة، مثل تقليل التوتر وتحسين الحالة المزاجية. علاوة على ذلك، هناك أدلة تثبت أن الاتصال بالطبيعة يرتبط بزيادة السعادة والرفاهية الذاتية والتأثير الإيجابي والتفاعلات الاجتماعية الإيجابية والشعور بالمعنى والغرض في الحياة، بالإضافة إلى انخفاض الضيق العقلي. ومن الأمثلة العملية على ذلك المشي في الطبيعة. يمكن أن يزيد هذا من نشاط الدماغ في القشرة الجبهية تحت الركبية، والتي تصبح غير نشطة عندما يشعر الشخص بالقلق أو الاكتئاب.
تظهر الأبحاث أن تأثيرات الطبيعة على الصحة العقلية إيجابية في جميع الأعمار. وفيما يتعلق بالأطفال، أجريت دراسة في الدنمارك على مدار ثمانية عشر عامًا حللت المقارنة بين الأطفال الذين تتراوح أعمارهم بين 0 و10 سنوات والذين يعيشون في أحياء ذات مساحات خضراء أكبر والأطفال من مستويات أقل من التعرض للمساحات الخضراء. وقد وجد أن الأطفال من مستوى أعلى من المساحات الخضراء لديهم خطر أقل بنسبة 55٪ للإصابة باضطرابات نفسية متعددة، مثل الاكتئاب والفصام واضطراب المواد واضطرابات الأكل واضطرابات المزاج. وبالمثل، وجدت دراسة أخرى أجريت في أربع مدن أوروبية أن البالغين الذين لديهم مستويات منخفضة من التعرض للبيئات الخارجية في مرحلة الطفولة لديهم صحة عقلية أسوأ بكثير مقارنة بالبالغين الذين لديهم مستويات عالية من التعرض للبيئات الخارجية في مرحلة الطفولة. وجدت دراسة أجريت في المملكة المتحدة لمدة 10 سنوات أن كلاً من خضرة محيط منزل الناس (في حدود 300 متر من منزلهم) وإمكانية وصولهم إلى المساحات الخضراء والزرقاء القريبة (مثل الحدائق والبحيرات والشواطئ) يقللان من خطر إصابة الناس بالقلق والاكتئاب. بالإضافة إلى ذلك، هناك تأثيرات علاجية من الطبيعة تدعم الصحة العقلية والرفاهية لكبار السن. تُظهر الدراسات أن تفاعل كبار السن مع الطبيعة يمكن أن يرتبط بتحسن الحالة المزاجية وانخفاض فرصة الإصابة بالاكتئاب وانخفاض مستويات التوتر وتحسين الوظيفة الإدراكية.
وُجِد أن المساحات الخضراء القريبة من المنزل ترتبط عكسياً ببعض السلوكيات الصحية الخطرة، مثل التدخين وشرب الكحول، كما ارتبطت زيارة المساحات الطبيعية بانتظام بانخفاض انتشار التدخين. وتشير نتائج هذه الدراسات إلى أن زيادة المساحات الخضراء السكنية والزيارات إلى الطبيعة قد تكون استراتيجية واعدة للحد من السلوكيات الصحية الخطرة.

## التأثير المعرفي
يشير الإدراك إلى جميع أشكال المعرفة والوعي، مثل الإدراك والتصور والتذكر والاستدلال والحكم والتخيل وحل المشكلات. وبفضل الأبحاث الارتباطية والتجريبية، تم العثور على ارتباط إيجابي بين البيئة والقدرات المعرفية. ومن بين الفوائد الرئيسية التي وجدتها الدراسات تحسن أداء الذاكرة العاملة، وتحسين الانتباه، والمرونة المعرفية، ومهام التحكم في الانتباه. وعلى النقيض من ذلك، ارتبط التعرض للبيئات الحضرية باضطرابات الانتباه.
يمكن أن تسبب فترات قصيرة من التعرض للطبيعة أيضًا فوائد معرفية، بما في ذلك التعرض من خلال الصور فقط. طلبت تجربة التحكم في الانتباه التي أجراها باحثون أستراليون من طلاب الجامعات المشاركة في مهمة مملة ومشتتة للانتباه حيث كان عليهم الضغط على مفتاح كمبيوتر عندما رأوا أرقامًا معينة تومض على الشاشة. في منتصف المهمة، كان لدى المشاركين فترات راحة قصيرة مدتها 40 ثانية سيرون فيها إما مشهد مدينة بسقف أخضر مرج مزهر أو سقف خرساني عارٍ. ارتكب المشاركون الذين شاهدوا السطح الأخضر أخطاء إغفال أقل بكثير وأظهروا استجابة أكثر اتساقًا للمهمة مقارنة بالمشاركين الذين شاهدوا السطح الخرساني وفقًا للدراسة. يمكن أن تنعكس مثل هذه التغييرات في الانتباه، على سبيل المثال، على كيفية إدراك البشر للوقت في الطبيعة مقارنة بالبيئات الحضرية.
بالإضافة إلى التعرض لصور الطبيعة، استخدمت العديد من الدراسات التجريبية مجموعة واسعة من أنواع المحفزات مثل الأصوات والتعرض للعالم الحقيقي. قارنت هذه الدراسات الأداء المعرفي للمشاركين بعد التعرض للطبيعة بالمقارنة بالبيئات الحضرية. أحد التأثيرات المهمة التي تم اكتشافها باستمرار مع البيئات الطبيعية هو تحسن الذاكرة العاملة. وقد تم العثور على هذا باستمرار من خلال مهمة المدى الرقمي العكسي، حيث يُطلب من المشاركين تكرار تسلسلات من الأرقام (التي تختلف في الطول) بترتيب عكسي. وبالمثل، تحسن أداء المشاركين الذين تعرضوا للبيئات الطبيعية.

## حدائق المدينة والصحة العقلية
في حين أن المحادثة حول التعرض للطبيعة والصحة العقلية تنظر عمومًا إلى العالم الطبيعي خارج المدن والبيئة الحضرية، فمن الجدير بالذكر أيضًا أن التعرض للطبيعة في المدن يمكن أن يكون له تأثير إيجابي كبير على الصحة العقلية والرفاهية للأفراد. وعلى وجه الخصوص، يمكن أن يكون للحدائق العامة في المدينة تأثير إيجابي كبير على الصحة العقلية للمقيمين - فقد انخفضت الصحة العقلية للسكان الذين يعيشون على بعد أكثر من 800 متر (ولكن أقل من 1.6 كم) من الحديقة بمقدار 4.5 نقطة مقارنة بالسكان في نطاق 400 متر من الحديقة. وقد ثبت أن الحدائق الحضرية تساهم في الحد من التوتر والاستعادة العقلية والرضا عن الحياة وانخفاض خطر القلق والاكتئاب ونظرًا لأن أكثر من نصف سكان العالم يقيمون في المدن، فمن المهم للغاية التفكير في طرق لزيادة نتائج الصحة العقلية لهذا السكان. تقدم الحدائق الحضرية طرقًا فعالة من حيث التكلفة ويمكن الوصول إليها لتوفير الظروف التي تعمل على تحسين الصحة العقلية بغض النظر عن الهويات الاجتماعية والاقتصادية أو العرقية أو غيرها من الهويات للسكان وبالتالي يمكن أن تكون بمثابة طريق نحو المساواة في الصحة العقلية التي يمكن الوصول إليها.